# Echinodium hispidum
Echinodium hispidum är en bladmossart som beskrevs av Heinrich Wilhelm Reichardt 1870. Echinodium hispidum ingår i släktet Echinodium och familjen Echinodiaceae. Inga underarter finns listade i Catalogue of Life.